# Виноделие в Казахстане
Казахское вино — это вино, произведённое в Казахстане. Корни казахской винодельческой промышленности можно проследить до VII века нашей эры, когда в регион были завезены виноградные лозы из соседнего Узбекистана и Китая. Хотя только около 4 % земель в Казахстане идеально расположены для виноградарства, стране удаётся производить более 236 000 гектолитров вина в год с 13 000 га. Благодаря богатым запасам полезных ископаемых, страна является активным потребителем вина, но должна импортировать 80 % из 30 миллионов бутылок, которые производит.

## История
Самые ранние свидетельства виноградарства в Казахстане появляются в VII веке н. э. вокруг Шымкента и у подножия Тянь-Шаня в Алматинской области, недалеко от казахстанско-кыргызской границы. Считалось, что виноградники были завезены в этот район торговцами из китайской провинции Синьцзян, а также из Ферганской и Самаркандской областей Узбекистана. На протяжении большей части истории Казахстана коммерческое виноделие велось в небольших масштабах. В начале XX века государственные виноградники в Алматы, Шымкенте и Таразе были крупнейшими производителями. После распада Советского Союза возобновился интерес к казахстанской винодельческой промышленности, и Россия стала ведущим торговым партнёром по казахскому вину.
В целом приоритет был отдан недорогому столовому вину, хотя ООН считает, что континентальный климат может позволить производство высококачественного ледяного вина.

## Климат и география
Как внутренняя страна, Казахстан имеет очень типичный континентальный климат. Большинство виноградников региона расположены в южной части страны, недалеко от границ Китая, Узбекистана и Кыргызстана, с несколькими небольшими регионами вдоль Каспийского моря на западе. Среднегодовое количество осадков колеблется по всей стране в пределах от 100—150 мм в винодельческих регионах вокруг Атырау и Актобе до 700—1000 мм в районах вокруг реки Талас.

## Сорта винограда
В настоящее время казахстанское виноделие в основном сосредоточено на производстве десертных вин. В стране выращивается более 40 сортов винограда, хотя более половины в настоящее время используется для производства столового винограда, а не для виноделия. К популярным сортам вина относятся алиготе, алеатико, каберне-фран, каберне-совиньон, пино-нуар, рислинг, ркацители, саперави, Мускат Оттонель, баян ширей, Кульжинский, Майский чёрный и Рубиновый магарача. В целом виноград — грузинский, такой как ркацители и саперави, найденный в других частях бывшего Советского Союза. В последнее время появился интерес к посадке международных сортов, таких как совиньон-блан. Однако местные любители предпочитают традиционные сладкие красные вина.

## Классификация
В настоящее время в Казахстане нет системы наименования по месту производства.

## Винодельческие регионы
Около 80 % вин страны производится на Иссыкской винодельне в Иссыке, примерно в 40 километрах (25 милях) к востоку от Алматы. Купленная швейцарской консалтинговой группой в 1996 году и недавно проданная местной компании Dostar, она претерпела значительные изменения благодаря итальянской винодельне Marcato Vini и австралийскому консультанту. Была проведена крупная реконструкция с импортом технологий «Нового Света», включая ферментеры со стреловидным рычагом, прессы с воздушной подушкой, фильтрацию поперечного потока и производство азота. Винодельня находится на высоте 850 м в горах Тянь-Шаня на юго-востоке страны. Другие винные заводы включают Бахус и Тургенский винный завод. В Заилийском районе Алматинской области 210 га виноградников. В советское время в Саркандской и Алакольской областях Джунгарского Алатау, в Алматинской области, были виноградники и винодельни, но они сильно пострадали вначале от антиалкогольной кампании 1985-1988 годов, а потом и от последствий распада Советского Союза.